# Delphinium macropogon
Delphinium macropogon là một loài thực vật có hoa trong họ Mao lương. Loài này được Prokh. mô tả khoa học đầu tiên năm 1961.